# Ultimate full contact
Ultimate full contact é um desporto de combate bastante exigente ao nível técnico-tático, físico e psicológico, os atletas para terem êxito nas suas lutas é necessário dominar em todas as distâncias de combate (boxe, chutes, luta submissão), lutando em pé (postura vertical) ou no chão (postura horizontal) usando ações técnico-táticas de punhos, cotovelos, pé/tíbias, joelhos, projecções, chaves, estrangulamentos, entre outras.
É uma modalidade inspirada nas lutas tradicionais corpo-a-corpo praticadas e utilizadas outrora, em confrontos reais, (guerrilha) por guerreiros e gladiadores.
Na década de 80 surgem as primeiras competições de Ultimate Full Contact e modalidades semelhantes como o Vale Tudo, free fight, Pancrase/Pankration, NHB e posteriormente na década de 2000 surge o MMA Mixed Martial Arts, cujas regras permitem também o uso das técnicas de submission e grappling (do jiu-jitsu e do sambo) e wrestling.
Em Portugal, a federação nacional surgiu em 1988 e está sediada em Viseu.
O Ultimate Full Contact é uma competição completa onde são permitidos todos os recursos lutando-se de pé ou no chão usando as técnicas mais eficazes de todas as distâncias de combate, técnicas estas executadas com contato total (full contact) tornando-o um desporto de combate difícil e exigente mas impressionante e espectacular, pois é bastante dinâmico, exigindo muita resistência, concentração inteligência e astúcia dada a sua complexidade e duração (realizado com rounds longos ou sem limite de tempo) sendo o resultado aos pontos, por submissão ou nocaute.